# Abed Hmoud
Pour l’article homonyme, voir Abed.
Abed Hmoud, également appelé Abed Hamid Mahmoud de son nom complet Abed al-Hamid Mahmoud al-Hattab, né en 1957 et mort le 7 juin 2012, est un homme politique irakien, membre du Parti Baas. 
Il fut le secrétaire particulier de Saddam Hussein, le chef de la sécurité personnel, le responsable de l'information et de la défense,,. 
En 2010, il est transféré dans la prison de Kazimiya avec d'autres personnalités. Il est exécuté le 7 juin 2012. 